# Dublin, Ohio
Dublin är en stad i regionerna Franklin, Delaware, Union och Madison i Ohio, USA. Befolkningen var 49 328 år 2020 då senaste räkningen genomfördes i USA. Dublin är en förort till Columbus. Staden är viktig för golfsport. Varje år anordnar staden Memorial Tournament som är en del av PGA Tour. Även en av USA:s största parader utspelar sig här under Saint Patrick’s Day.

## Historia
Stadens historia går tillbaka till 1802, då familjen Sells köpte ett område på 400 hektar väster om Scioto River som gåva till sin bror John. 1808 återvände familjen Sells och man påbörjade bygget av en by tillsammans med en irländsk herre vid namn John Shields. Historiker är eniga om att Shields är ansvarig för namngivandet av staden efter hans födelseort.
1833 hade Dublin en affär och flertal kvarnar. År 1970 var Dublin fortfarande en liten stad med endast 681 invånare. Men delstaten Ohios olika infrastrukturprojekt under 1970- och 1980-talet har lett till en explosionsartad befolkningsökning. Även dess deltagande i olika golftävlingar har lett till att många golfare flyttat till staden. Dublin fick stadsrättigheter 1987 efter att ha nått 5 000 invånare.